# Rocourt, Vosges
Rocourt är en kommun i departementet Vosges i regionen Grand Est (tidigare regionen Lorraine) i nordöstra Frankrike. Kommunen ligger i kantonen Lamarche som tillhör arrondissementet Neufchâteau. År 2013 hade Rocourt 27 invånare.

## Befolkningsutveckling
Antalet invånare i kommunen Rocourt
| Referens: INSEE |